# Луї, принц Уельський
Принц Луї Уельський (англ. Prince Louis of Wales; повне ім'я Луї Артур Чарльз англ. Prince Louis Arthur Charles of Wales; нар. 23 квітня 2018, Лондон) — член британської королівської сім'ї, шостий правнук королеви Єлизавети II, третій онук короля Чарльза III і принцеси Уельської Діани, третя дитина принца Уельського Вільяма і принцеси Уельської Кетрін.
Посідає четверте місце в лінії успадкування британського престолу.

## Народження
4 вересня 2017 року Кенсінгтонський палац повідомив про третю вагітність Кетрін, герцогині Кембриджської. 23 квітня 2018 року герцогиню Кетрін було доставлено в лікарню Святої Марії, де вона об 11:01 за британським літнім часом народила сина вагою 3,8 кг. 

27 квітня 2018 року було повідомлено, що син герцога і герцогині Кембриджських отримав ім'я Луї Артур Чарльз. Перше ім'я новонароджений отримав в честь Луїса Маунтбеттена — дядька принца Філіпа. Ім'я Луї є також четвертим іменем його батька, герцога Кембриджського та є одним з імен принца Джорджа. Друге своє ім'я він отримав на честь Короля Артура І..

Хрещення принца Луї відбулось 9 липня 2018 року. Його провів архієпископ Кентерберійський Джастін Велбі в Королівській капелі Сент-Джеймського палацу. Хрещеними батьками принца стали Ніколас ван Катсем (рідний брат хрещеного батька принца Джорджа), Гай Пеллі (друг Вільяма, герцога Кембриджського та Гаррі, герцога Сассекського), Кейт Лаура Мід (дружина близького друга Вільяма, герцога Кембриджського), Гаррі Обрі-Флетчер, Роберт Картер та Люсі Міддлтон (близька родичка Кетрін, герцогині Кембриджської).

## Ім'я та звертання
Луї — британський принц з офіційним звертанням та титулом «Його Королівська Високість Принц Луї Уельський». 9 вересня 2022 року його батько отримав титул принца Уельського, нове звертання до Луї стало «Його Королівська Високість принц Луї Кембриджський».

## Престолонаступництво
Принц Луї є четвертим у черзі успадкування британського престолу, після свого батька, старших брата Джорджа та сестри Шарлотти. Після введення в дію Пертської угоди, яка замінила першородство за чоловічим принципом на абсолютне первородство, він став першим британським принцом, який став наступним в лінії успадкування після старшої сестри.